# مارسل لندرس
مارسل لندرس (انگلیسی: Marcel Landers؛ زادهٔ ۲۴ اوت ۱۹۸۴) بازیکن فوتبال اهل آلمان است.